# Buồng đốt

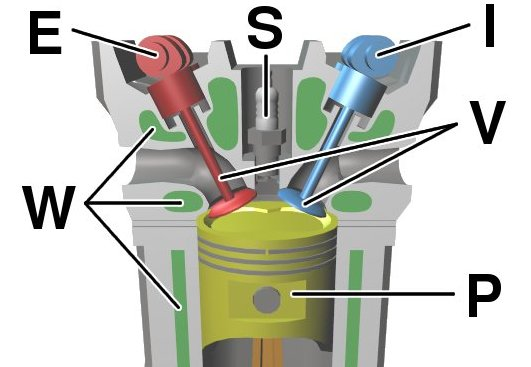
Động cơ bốn kỳ cơ cấu trục cam trên — Buồng đốt là thể tích giữa piston (màu vàng), xupap nạp khí (màu xanh), và xupap xả khí (màu đỏ).

Buồng đốt, hay còn gọi là buồng cháy (tiếng Anh: combustion chamber), là một khoang kín bên trong động cơ đốt trong, nơi xảy ra quá trình cháy hoặc nổ. Buồng đốt có khả năng chịu được những thay đổi đột ngột về áp suất và nhiệt độ, đồng thời giúp hỗ trợ thực hiện công hoặc lực tác động gây ra do quá trình đốt cháy, trước khi sản phẩm cháy được thải ra ngoài. Buồng đốt được giới hạn bởi nắp xi lanh, thành xi lanh và đỉnh piston. Ở những động cơ đốt ngoài, như động cơ hơi nước, buồng đốt là phần không gian nối tiếp sau ống lò (firebox) để quá trình cháy tiếp tục diễn ra.

## Động cơ đốt trong
Buồng đốt là nơi xảy ra một phần kỳ nổ, hay còn gọi là kỳ sinh công, của động cơ đốt trong. Bản chất của quá trình cháy là một quá trình oxy hóa nhiên liệu. Đây là phản ứng tỏa nhiệt.  Trong động cơ đốt trong, áp suất do phản ứng của hỗn hợp không khí / nhiên liệu gây ra sẽ tác dụng lực trực tiếp lên bộ phận chuyển động của động cơ (ví dụ: đối với động cơ piston, lực do phản ứng cháy sinh ra sẽ tác dụng lên đỉnh piston). Quá trình cháy sẽ biến đổi năng lượng hóa học (trong nhiên liệu) thành thế năng (dưới dạng áp suất khí cháy) và cuối cùng thành cơ năng (lực đẩy di chuyển piston và quay trục khuỷu). Điều này trái ngược với động cơ đốt ngoài, nơi quá trình đốt cháy diễn ra trong một bộ phận riêng biệt của động cơ, sử dụng chất lỏng làm việc thứ cấp để chuyển đổi năng lượng giữa buồng đốt và bộ phận thực hiện công.
Để đạt được hiệu suất nhiệt cao nhất có thể từ một động cơ đốt trong, người ta cần giảm thiểu thất thoát nhiệt cho quá trình đốt cháy vào thành buồng đốt. Vì lý do này, hình dạng hình học của buồng đốt phải luôn được thiết kế sao cho tỷ lệ giữa tổng diện tích bề mặt trên thể tích được giữ ở mức thấp nhất có thể. Điều này càng quan trọng đối với động cơ xăng hiện nay, vì nó cũng góp phần giảm lượng hydrocarbon có hại có trong khí thải, bằng cách đảm bảo quá trình đốt cháy hoàn toàn hơn. Đối với cả động cơ xăng và động cơ diesel, hình dạng hình học của buồng đốt được thiết kế để thúc đẩy quá trình hòa trộn khí nạp hoặc quá trình nén khí rối trong xi lanh động cơ.
Khi bắt đầu phun nhiên liệu (ở động cơ diesel) hay bắt đầu bật tia lửa điện (động cơ đánh lửa), phải mất một khoảng thời gian ngắn chuẩn bị, sau đó, quá trình cháy mới thực sự xảy ra. Khoảng thời gian ngắn đó gọi là thời kỳ cháy trễ, gọi là τi. Sau khi quá trình cháy diễn ra phần lớn trong buồng đốt, phản ứng cháy vẫn tiếp tục để đốt toàn bộ hỗn hợp chưa cháy, với tốc độ cháy nhỏ kéo dài. Hiện tượng này gọi là cháy rớt. Người ta hạn chế cháy rớt bằng cách cải tiến thiết kế buồng đốt như chọn góc phối khí và góc phun sớm (hoặc đánh lửa sớm) thích hợp, tận dụng xoáy lốc của môi chất (hoặc hòa khí) trong quá trình nạp để tăng tốc độ cháy và quá trình cháy diễn ra hoàn toàn.

### Động cơ đánh lửa

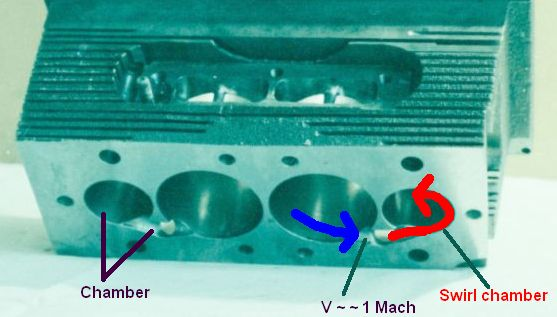
Buồng đốt bên trong nắp xi lanh của động cơ bốn kỳ

Trong động cơ đánh lửa (spark-ignition engine), chẳng hạn như động cơ xăng, buồng đốt thường nằm ở nắp xi lanh. Các động cơ hiện đại, có cơ cấu phối khí xupap treo hoặc trục cam trên đỉnh, sử dụng đỉnh piston (khi nó ở vị trí 'điểm chết trên') làm đáy của buồng đốt. Thành xi lanh và đỉnh buồng đốt —bao gồm các xupap nạp, xupap xả và bugi— kết hợp với đỉnh piston tạo thành buồng đốt. Hình dạng phổ biến của buồng đốt thường có dạng những bán cầu, chẳng hạn như các buồng hình bán cầu, kiểu vát nghiêng (pent-roof), hình nêm hoặc hình thận.
Thiết kế động cơ xupap hông (vốn không phổ biến) sử dụng buồng đốt có hình giống như "bồn tắm" do hình dáng thuôn dài nằm phía trên cả piston và các xupap (nằm bên cạnh piston). Động cơ xupap phối hợp (IOE) kết hợp các yếu tố của xupap treo và xupap hông, với xupap nạp nằm phía trên buồng đốt, trong khi xupap xả nằm bên dưới buồng đốt.

### Động cơ nén cháy

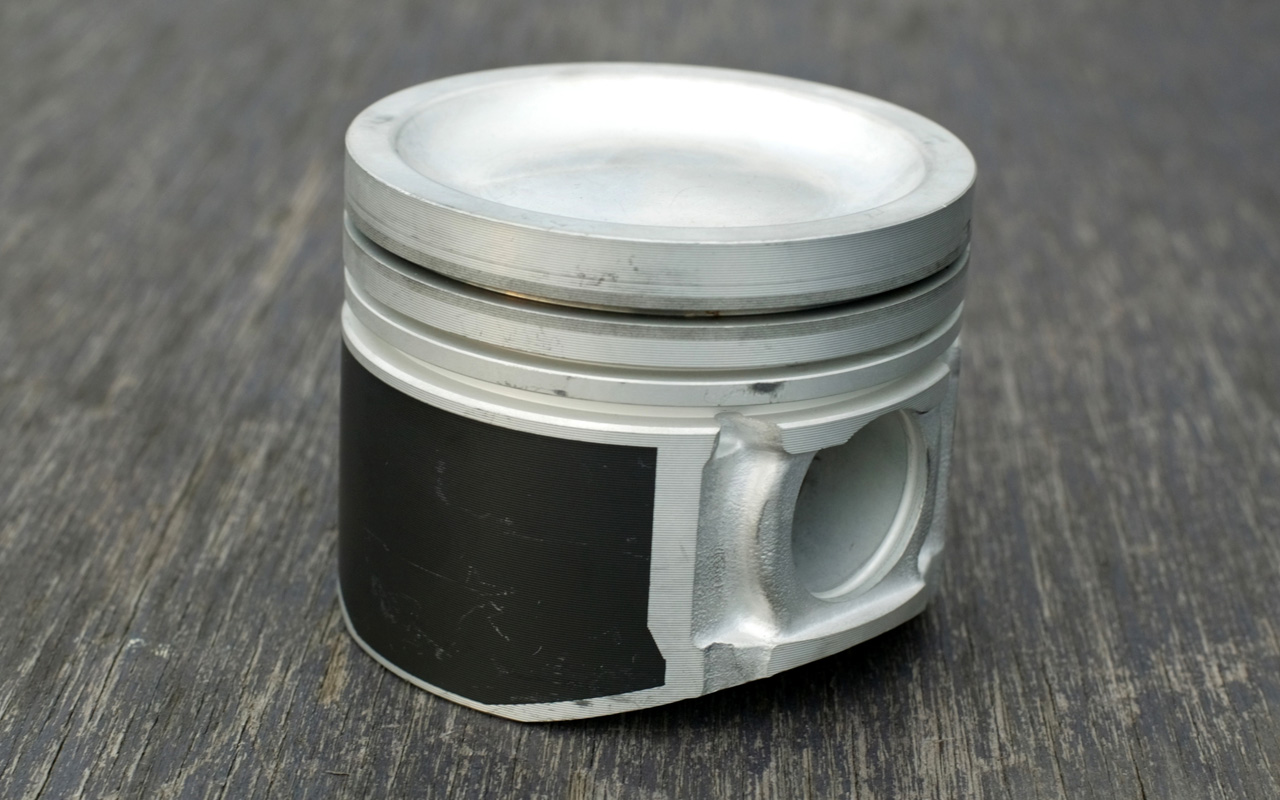
Đỉnh piston có dạng lõm trong động cơ Diesel

Động cơ đốt trong nén cháy (compression-ignition engine), chẳng hạn như động cơ Diesel, thường được phân loại thành hai loại chính:
- Phun trực tiếp, nơi nhiên liệu được phun vào buồng đốt. Hai phân nhóm phổ biến của loại phun trực tiếp bao gồm vòi phun bơm (unit injector) và hệ thống phun cao áp (common rail).
- Phun gián tiếp, trong đó nhiên liệu được phun vào buồng xoáy hoặc buồng đốt trước. Nhiên liệu bốc cháy khi nó được phun vào buồng này và hỗn hợp không khí / nhiên liệu đang cháy lan vào buồng đốt chính.

Động cơ phun trực tiếp thường tiết kiệm nhiên liệu hơn động cơ phun gián tiếp; tuy nhiên, động cơ phun gián tiếp có thể sử dụng nhiên liệu có chất lượng thấp.

### Động cơ tuabin khí
Trong một hệ thống dòng liên tục, ví dụ buồng đốt (combustor) trong tuabin khí hoặc động cơ phản lực, áp suất được kiểm soát và sự đốt cháy tạo ra sự gia tăng thể tích. Buồng đốt nhận không khí áp suất cao (từ hệ thống nén) và nhiên liệu, thực hiện quá trình hòa trộn và đốt cháy hỗn hợp hòa khí này. Sản phẩm khí cháy ở nhiệt độ và áp suất cao sẽ được dẫn vào các cánh quạt tuabin của động cơ hoặc thải ra vòi xả.
Một buồng đốt tốt ở động cơ tuabin khí phải thỏa mãn các yếu tố như thực hiện quá trình đốt cháy hoàn toàn với tổn thất áp suất tối thiểu, ít tạo ra muội, cặn, đốt cháy nhiên liệu dễ dàng, và hoạt động ổn định trong thời gian dài.
Có nhiều loại buồng đốt tuabin khí khác nhau. Những loại thường gặp chủ yếu là:
- Kiểu ống (can): Buồng đốt có dạng hình trụ khép kín, riêng biệt. Mỗi ống có kim phun nhiên liệu riêng, ống lót, các đầu nối, vỏ. Các ống được bố trí xung quanh trục trung tâm.
- Kiểu ống xếp vòng (cannular): Giống như kiểu buồng đốt dạng ống riêng biệt, trong đó vỏ thiết bị có dạng hình khuyên và lớp lót có dạng hình ống. Ưu điểm của thiết kế dạng ống xếp vòng là các ống riêng lẻ được thiết kế, kiểm tra và bảo dưỡng dễ dàng hơn.
- Kiểu buồng đốt hình khuyên (annular): Đây là kiểu buồng đốt với lớp lót chứa buồng đốt nằm bên trong vỏ ngoài. Buồng đốt trong động cơ tuabin khí hiện đại đa số có thiết kế hình khuyên.

## Động cơ hơi nước
Nếu dựa theo định nghĩa về buồng đốt dùng cho động cơ đốt trong, bộ phận tương đương ở động cơ hơi nước sẽ là ống lò (firebox), vì đây là nơi đốt cháy nhiên liệu. Tuy nhiên, đối với động cơ hơi nước, thuật ngữ "buồng đốt" (combustion chamber) được dùng mô tả phần không gian nối tiếp sau ống lò và trước nồi hơi. Phần nối tiếp sau ống lò này được thiết kế nhằm cho phép quá trình đốt cháy nhiên liệu diễn ra hoàn toàn, cải thiện hiệu quả sử dụng nhiên liệu và giảm sự tích tụ của muội than và cặn bám. Việc sử dụng loại buồng đốt này là các đầu máy hơi nước cỡ lớn, cho phép sử dụng các ống lửa (firetube) ngắn hơn.

## Buồng cháy vi mô
Buồng cháy vi mô (micro combustion chamber) là thiết bị mà quá trình cháy xảy ra ở một thể tích rất nhỏ, do đó tỷ lệ tiết diện bề mặt trên thể tích tăng lên, dễ dẫn đến mất nhiệt và khiến quá trình cháy không ổn định.

## Buồng cháy đẳng tích
Buồng cháy đẳng tích (constant volume combustion chamber – CVCC) là một loại thiết bị nghiên cứu, thường bao gồm bugi, kim phun nhiên liệu, đường dẫn vào và ra của nhiên liệu / không khí, bộ chuyển đổi áp suất, cặp nhiệt điện, v.v. Tùy thuộc vào ứng dụng, chúng có thể được cung cấp có hoặc không có thiết bị quan sát quang học, chẳng hạn như sử dụng cửa sổ thạch anh. Các buồng cháy đẳng tích đã được sử dụng rộng rãi với mục đích nghiên cứu những vấn đề cơ bản của ngành khoa học đốt cháy. Các đặc điểm cơ bản của hiện tượng cháy —như ngọn lửa hòa khí trước cháy, tốc độ cháy tầng, tốc độ ngọn lửa, đánh lửa, sự đánh lửa tự động, ngọn lửa khuếch tán, phun nhiên liệu, nhiên liệu và đặc tính đốt cháy, và động học hóa học— có thể được khảo sát và nghiên cứu bằng cách sử dụng buồng cháy đẳng tích.